# Aleramo Beccuti

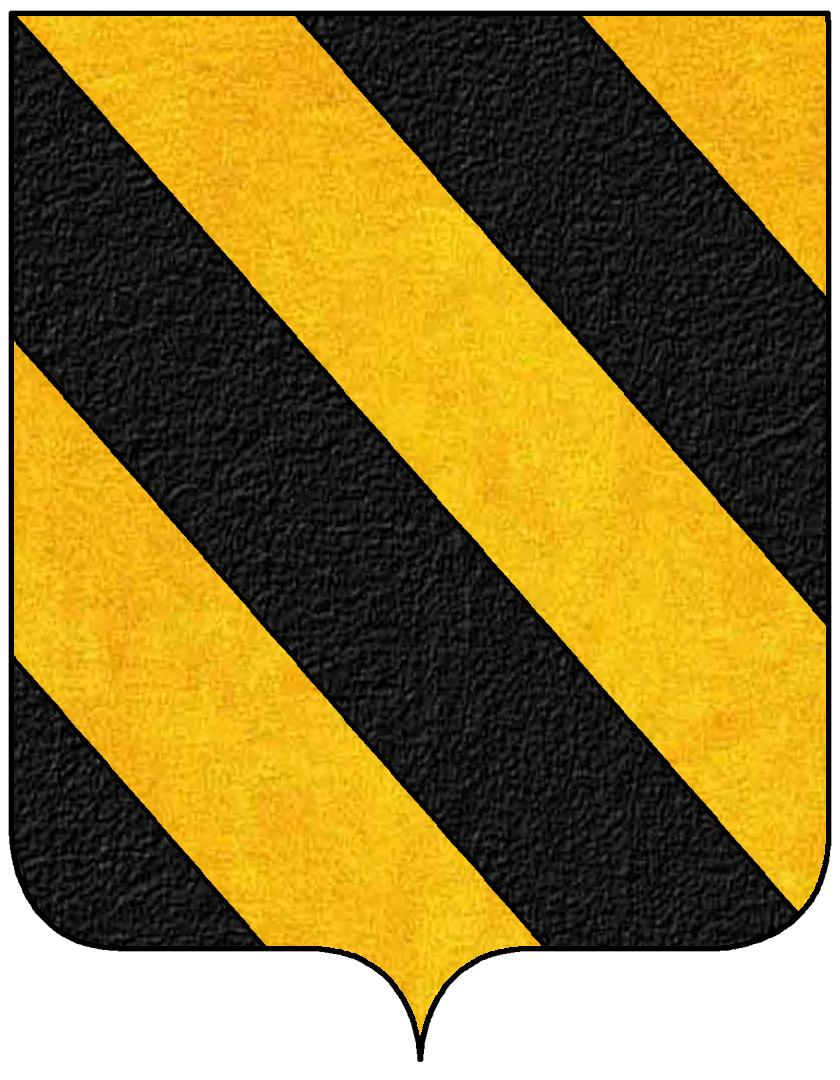
Stemma della famiglia Beccuti

Aleramo Beccuti, signore di Lucento e di San Sebastiano (Torino, 1503 – Torino, 1574) è stato un giurista italiano, sindaco di Torino nel 1543, 1544, 1555 e 1568.

## Biografia
Apparteneva a una delle quattro famiglie più antiche che avevano l'onore di portare il Baldacchino nella processione del Corpus Domini a Torino, insieme ai Gorzano, Della Rovere e Borghesio o Borgesio.
Favorì lo sviluppo del feudo di Lucento e, come consigliere di Emanuele Filiberto, suggerì l’uso della lingua italiana in sostituzione del latino negli atti giuridici ed amministrativi.
Nel 1551 partecipò alla delegazione piemontese che si recò in missione diplomatica a Parigi alla convocazione degli Stati indetta dal re di Francia, e che ottenne il ristabilimento della Camera dei conti da poco soppressa.
Tra il 1563 e il 1571 fu anche più volte "mastro di ragione", una sorta di supervisore dell’amministrazione comunale e di rappresentante della città nelle "pubbliche relazioni".
In seguito alla richiesta di Giovanni Antonio Albosco, uno dei sette fondatori della Compagnia di San Paolo, nel 1570 stilò il suo primo testamento nel quale, in mancanza di eredi diretti, nominò suo erede universale la compagnia stessa, che prese ufficialmente possesso dei beni di Lucento alla morte di Aleramo, nel 1574.
Tuttavia il duca Emanuele Filiberto di Savoia fece valere un articolo dello statuto della città di Torino che imponeva agli ordini religiosi di alienare a favore di laici tutti i beni ereditati e rilevò egli stesso l'eredità. Appena preso possesso dei territori di Lucento, il duca avviò un processo di accorpamento delle terre mirato alla costruzione di un parco.
Inoltre, l'estinzione della famiglia Beccuti rendeva disponibile uno dei quattro bastoni del baldacchino: contrariamente a quanto aveva fatto in passato in casi analoghi, però, il consiglio comunale non cedette a un'altra famiglia il bastone del baldacchino, bensì lo affidò a uno dei sindaci, considerandolo patrimonio del municipio. Questa decisione provocò un conflitto con il duca di Savoia, che avrebbe voluto affidare il bastone al proprio protetto, il conte Carlo Langosco di Stroppiana.
Nel novembre 2017 il comune di Torino ha intitolato ad Aleramo Beccuti una piazza nel suo quartiere di Lucento.